# Prionailurus viverrinus
O gato-pescador (nome científico: Prionailurus viverrinus) é uma espécie de felídeo de médio porte que habita Indochina, Índia, Paquistão, Sri Lanka, Sumatra e Java. Sua pelagem é verde-oliva, com manchas dispostas longitudinalmente pelo corpo.
Eles estão fortemente associados com pantanal. São normalmente encontrados em pântanos e áreas pantanosas como lagoas marginais, caniçais, gamboas e áreas de mangue. Ao longo de cursos que foram pesquisados, esses gatos foram encontrados até em altitudes de 1.525 m, mas a maioria dos registros são de áreas de várzea. Os gato-pescador são amplamente distribuídos através de uma variedade de tipos de habitats (incluindo os verdes e floresta tropical seca).

## Evolução
Os felinos evoluiram no Eocénico a partir do grupo Viverravidae, que também deu origem às civetas, hienas e aos extintos nimravídeos. O primeiro verdadeiro felino foi o Proailurus que viveu na Europa há cerca de 30 milhões de anos. Este animal tinha corpo longo, patas curtas e um dente molar adicional em cada mandíbula, por comparação aos felinos modernos. Já no Miocénico, o Proailurus deu origem ao gênero Pseudaelurus que se diversificou em dois grupos: a sub-família Machairodontinae, que inclui os chamados tigres-dente-de-sabre e Schizailurus, o ancestral da família Felidae, que surgiu há mais de 18 milhões de anos.
O primeiro grupo moderno de felinos a surgir foi a sub-família Acinonychinae, que inclui as chitas modernas (género Acinonyx) e a chita norte-americana (género Miracionyx) actualmente extinta.
A sub-família Felinae, que agrupa os gatos domésticos, surgiu há cerca de 12 milhões de anos. Os linces surgiram na América do Norte há cerca de 6,7 milhões de anos e daí expandiram-se para a Europa e Ásia. A primeira espécie reconhecida do género Lynx na Europa é o L. issiodorensis que viveu há 4 milhões de anos e que era maior que os linces actuais, mas com patas relativamente mais curtas.

## Taxonomia
A divisão taxonômica desse animal, é um pouco complexa, pois além de sua família, há divisões de tribos e subtribos dentro do grupo que esse animal pertence. O gato-pescador, esta dentro da família Felidae e subfamília Felinae. Seu gênero Prionailurus é compartilhado desse modo:
- Clado Prionailurus
  - Otocolubus Brandt, 1842
    - Otocolubus manul (Pallas, 1776) - Gato-de-pallas ou manul

  - Prionailurus Severtzov, 1858
    - Prionailurus bengalensis  - Gato-de-bengala
    - Prionailurus viverrinus - Gato-pescador
    - Prionailurus (Ictailurus) planiceps - Gato-de-cabeça-chata
    - Prionailurus rubiginosus  - Gato-leopardo-indiano
    - Prionaiulurus iriomotensis - Gato-de-iriomote

## Faixa geográfica

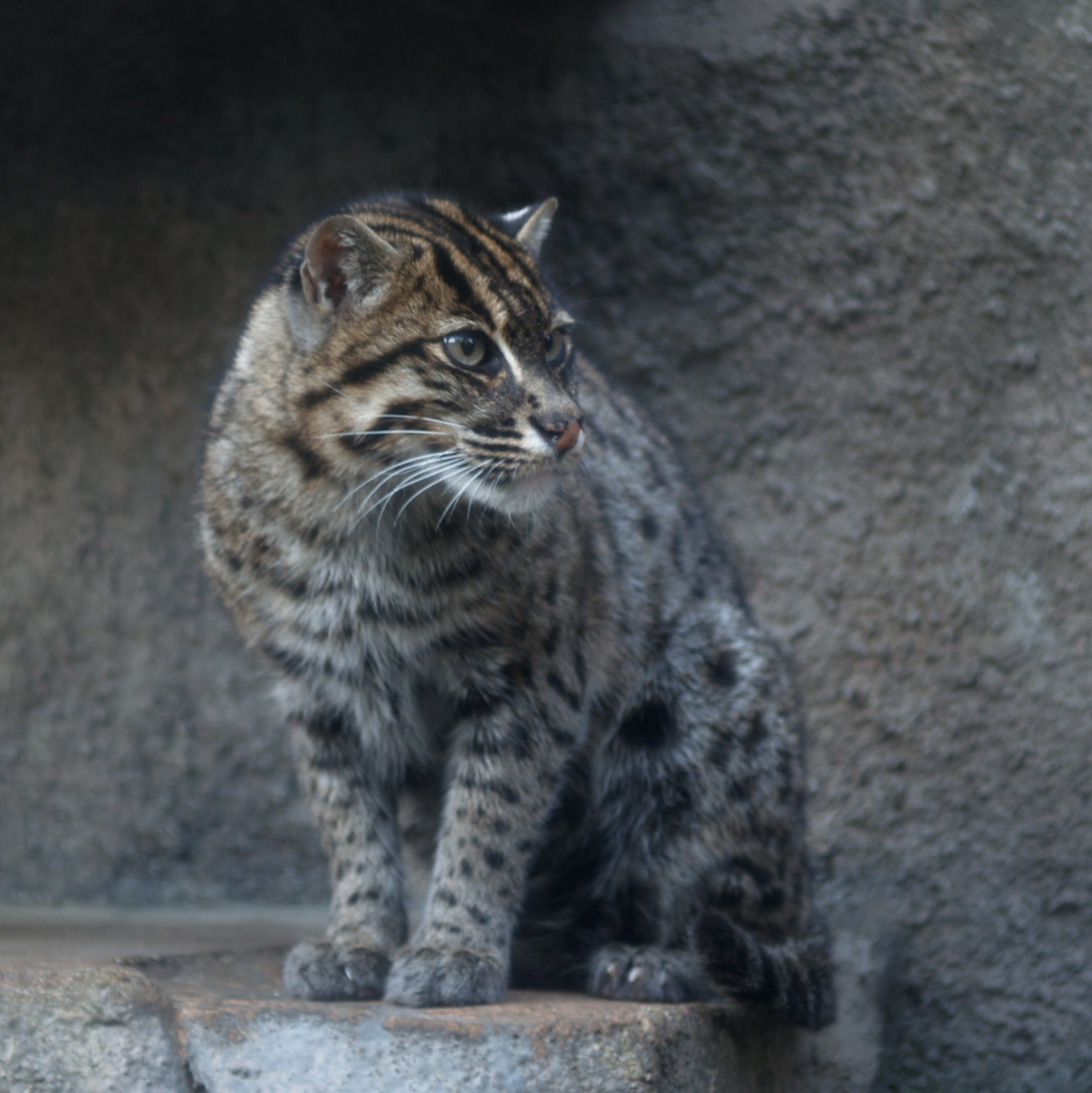
Um gato-pescador no Parque Nacional Taman Negara

O gato-pescador tem uma distribuição ampla, mas descontínua na Ásia, com grandes lacunas — alguns por razão do resultado de sua associação principalmente com as zonas húmidas, outros como resultado de extirpação recentes de seu habitat, e outros mais supostamente devido à falta de registos confirmados. No Paquistão, a população só foi vista no vale do rio Indus, mas não há registos recentes para confirmar que ainda permanece neste local. O gato-pescador foi extinto nos últimos anos, em partes da Índia, incluindo a região do oeste da Índia que é Bharatpur, que abriga o Parque Nacional de Keoladeo, uma das poucas áreas na Índia em que os gatos-pescadores foram estudados. Eles também desapareceram, possivelmente a partir do sul do Ghats ocidental.
No entanto, houve um acontecimento bastante espantoso, perto de Nagpur, na Índia central, uma área bem conhecida fora do alcance do gato-pescador, foi conhecido um relato de que um desses animais foi atropelado por um veículo.
Isso assustou os biólogos, pois os gatos-pescadores são encontrados principalmente na região de Terai dos contrafortes do Himalaia, no leste da Índia e Bangladesh, onde são amplamente distribuídos em áreas no leste da Índia. Na ilha do Sri Lanka, esse animal é encontrado em vários locais, até mesmo próximo a cidades.
No Sudeste Asiático, a sua distribuição parece muito irregular, com poucos registos recentes. Não há registos confirmados de gatos-pescadores na península da Malásia, mas uma câmera escondida no ano de 1999 do Parque Nacional Taman Negara capturou uma imagem incompleta mostrando a parte traseira do animal, isso sugeriu a ocorrência das espécies naquela região. No entanto, o gato-pescador nunca foi visto em Taiwan, onde foi relatado equivocadamente no passado. Sua ocorrência possível (com base em um registo) no sudoeste da China é desconhecido. Na ilha de Java, tornou-se escassa e, aparentemente, restrito a poucas das zonas húmidas costeiras. Em Sumatra há registos recentes de uma câmera em Berbak.
- Países nativos: Bangladesh, Butão, Camboja, Índia, Indonésia, Laos, Myanmar, Nepal, Sri Lanka, Tailândia, Vietnã;
- Possivelmente extinto: Paquistão;
- Presença incerta: China, Malásia (Malásia Peninsular - onde já foi nativo aqui)

## Características
O gato-pescador é um gato de tamanho médio. Sua pele tem uma cor cinzento-oliva com manchas escuras arranjadas raiadas ao longo do comprimento do corpo. A cara tem uma aparência distinta com um nariz chato. O tamanho varia entre locais. Embora espécimes indígenas crescem até 80 cm de comprimento além de 30 cm da cauda, os gatos de pesca indonésio apenas atingem 65 cm, mais 25 cm cauda. Indivíduos indianos pesam até 11,7 kg, enquanto na Indonésia gatos-pescadores adultos pesam em até cerca de 6 kg. Eles têm membros curtos, e uma cauda curta musculosa com tamanho de metado do corpo ou até um terço do corpo.
Como seu parente mais próximo, a jaguatirica, o gato-pescador vive ao longo dos rios, córregos e manguezais. Ele está bem adaptado a este habitat, sendo um ávido nadador.

### Alimentação
Como o nome indica, o peixe é a principal presa deste gato, do qual cerca de 10 peixes diferentes incluem a dieta desse animal. Também caça outros animais aquáticos, como rãs ou lagostas, e os animais terrestres, tais como roedores e aves. Caçam ao longo de cursos de água, agarrando as suas presas da água e, em muitos casos, mergulhando para apanhar presas que estejam distantes das margens. As membranas interdigitais nas suas garras ajudam a ganhar melhor tracção em ambientes lamacentos, assim como outros mamíferos que vivem em ambientes semi-aquáticos.

## Avaliação do status da espécie
Gatos-pescadores são amplamente distribuídos, mas concentrados principalmente em habitats de zonas húmidas, que estão sendo cada vez mais degradados e desflorestados. Mais de 45% das zonas protegidas e 94% das zonas húmidas globais, significativamente no Sudeste da Ásia são consideradas ameaçadas. Zonas húmidas são ameaçadas pela urbanização, drenagem para a agricultura, a poluição, a caça excessiva, o corte de madeira e a pesca. Além disso, o afastamento dos manguezais costeiros na última década, tem sido rápida. O esgotamento dos recursos pesqueiros por causa da pesca excessiva é predominante e é provável que seja uma ameaça significativa.

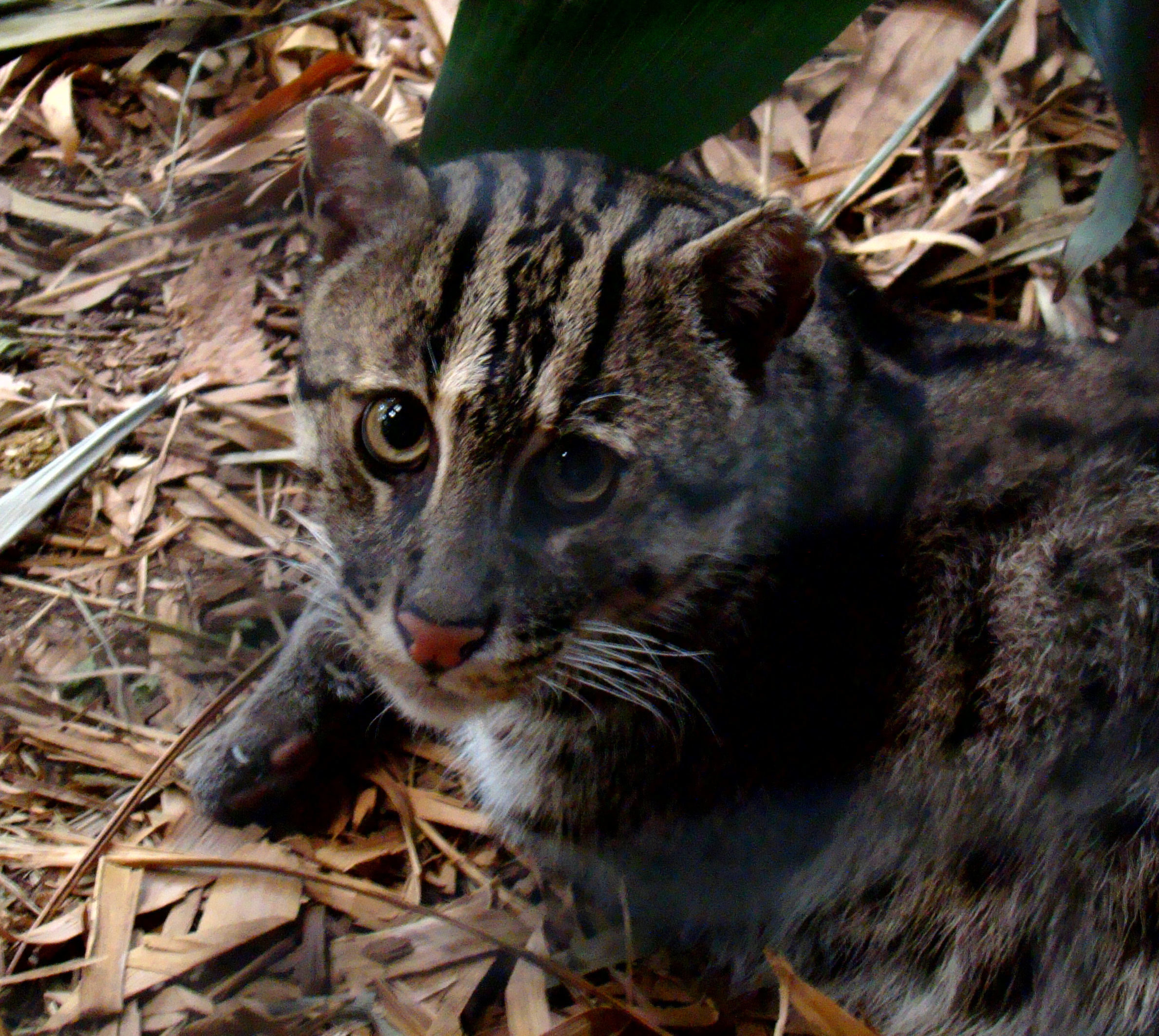
Um gato-pescador em Taronga

Não parece ter acontecido um grave declínio na população de gatos-pescadores durante a maior parte da última década. Embora este período tenha visto um grande aumento do esforço de investigação, em busca de registos destes gatos, ainda é raro encontrar um desses animais nas zonas habitáveis por ele. Por exemplo, pesquisas recentes, na Tailândia, tiveram como objectivo estudar os gatos-pescadores no pantanal, porém não conseguiram encontrar qualquer animal nos últimos anos, mesmo usando câmera de captura, e apesar dos esforços intensos dos biólogos. Gatos-pescadores desapareceram de Bharatpur, Índia, nos últimos cinco anos, e também podem ter desaparecido do sudoeste da Índia e do Paquistão. Com base na escala de contracção contínua, a diminuição da qualidade do habitat, e os níveis reais de exploração das unidades populacionais de peixes e os níveis de potencial de intoxicação acidental, os gatos-pescadores encontram-se em declínio de pelo menos 50% ao longo dos últimos 18 anos e, se os esforços de protecção do habitat não forem intensificados, uma diminuição no futuro, de  mesma magnitude, é esperada nos próximos 18 anos.

### População
Existe uma preocupação com o status da espécie no sudeste da Ásia, onde é muito raro, e acredita-se estar a diminuir rapidamente o número de animais desse tipo. Há poucos registos da câmera captura em Laos ou o Cambodja, embora haja um número considerável de animais vivos apreendidos em cativeiro. Houve queda na Tailândia onde é encontrado muito raramente, em contraposição com o passado o qual eram encontrados facilmente.

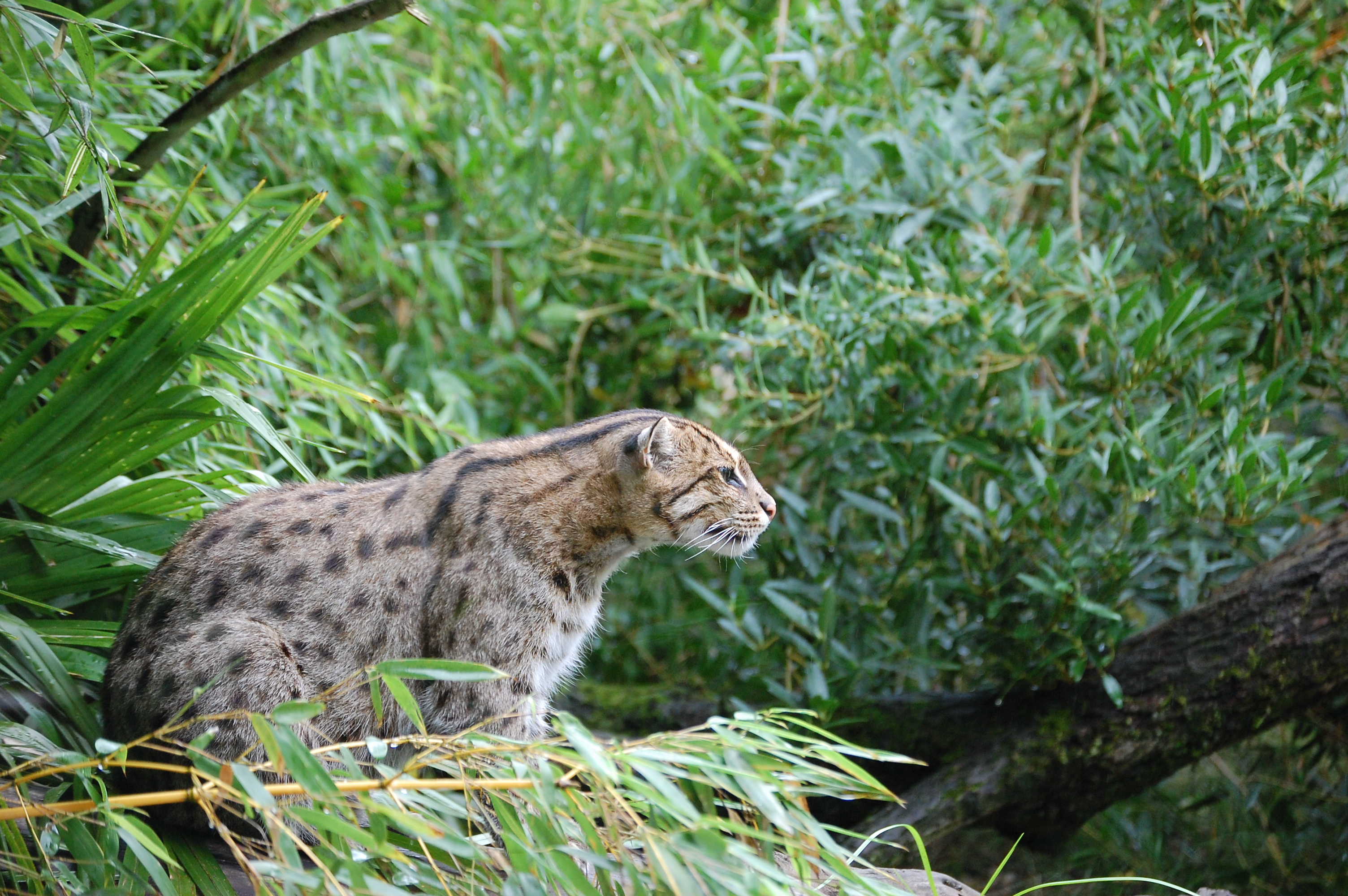
Um gato-pescador no Zoológico de Pessac

 O gato-pescador não pode ser confirmado em qualquer reserva no Vietname durante uma vistoria de oficiais de fauna. Em 2004, a fishing cat SSP e o Jardim Zoológico de Cincinnati e Jardim Botânico financiou uma pesquisa de campo por biólogos tailandeses para localizar os gatos-pescadores em zonas húmidas no sul da Tailândia. Quatro meses de procura não foi encontrado qualquer sinal de gatos-pescadores, apesar presença confirmada de numerosas espécies da fauna silvestre. Também houve as maiores reduções em Laos, bem como em Sumatra e Java. Na Índia, aparentemente foi extirpado de grande parte da sua área nos últimos anos, e já não existe no Paquistão.

### Medidas preventivas
Incluídos no Anexo II da CITES. Protegidos pela legislação nacional sobre a maior parte da sua área, apresenta as seguintes proporções preventivas até agora:
- Caça proibida: Bangladesh, Cambodja, China, Índia, Indonésia, Myanmar, Nepal, Paquistão, Sri Lanka, na Tailândia.
- Regulamentação da caça ainda em estágio de aplicação no Laos.
- Sem protecção (fora da área de proteção): Butão, Vietname.

## O felino presente na literatura, arte e mitologia

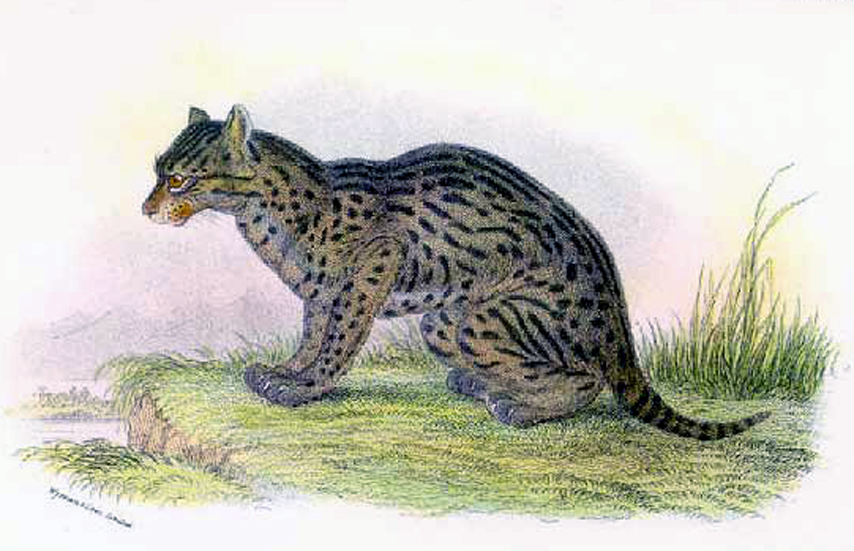
O gato-pescador na obra de Richard Lydekker

Artes com o felino são muito comuns em toda a história artística. Um homem que explorou muito a arte desse felino, principalmente o gato-pescador foi Richard Lydekker que foi um geólogo e paleontólogo britânico, nascido em Londres em 1849. Dentro de suas obras tem um livro chamado "Cats and Carnivora" de 1894.

Na Mitologia nórdica, existe a deusa Freya, que possui uma carruagem puxada por dois grandes felinos, que representavam as qualidades da deusa: a fertilidade e a ferocidade. Esses gatos exibiam as facetas do gato doméstico, ao mesmo tempo afetuosos, ternos e ferozes. Os templos pagãos da região nórdica eram frequentemente adornados com imagens de felinos. Na Finlândia, havia a crença de que as almas dos mortos eram levadas ao além por meio de um trenó puxado por felinos também.

## Representações culturais
Um documentário feito em 2005, chamado Disputa dos grandes felinos, o qual fala sobre leões, guepardos e leopardos que tem desenvolvido a sua própria estratégia de caça, de educação familiar e de técnicas de sobrevivência. Passado na reserva Mala Mala na África do Sul, desenvolve mostrando qual felino tem maiores chances de sobreviver.

## Identidade em outros países
No Sri Lanka, o gato-pescador é conhecido como Handun Diviya ou Kola Diviya . Os termos "Kola  Diviya" e "Handun Diviya" são também utilizados pela comunidade local para se referir ao gato-ferrugem (Prionailurus rubiginosus), outro gato pouco conhecido em habitats pequenos do subúrbio do Sri Lanka. Ambos são animais são noturnos e fugaz.